# Gare de Millas
Gare de Millas vasútállomás Franciaországban, Millas településen.

## Vasútvonalak
Az állomást az alábbi vasútvonalak érintik:
- Perpignan-Villefranche - Vernet-les-Bains-vasútvonal

## Kapcsolódó állomások
A vasútállomáshoz az alábbi állomások vannak a legközelebb:
- Gare de Saint-Féliu-d'Avall
- Gare d’Ille-sur-Têt
- Gare de Néfiach